# Godzilla (film 1954)
Godzilla (ゴジラ?, Gojira), è un film del 1954, diretto da Ishirō Honda. Il film è il capostipite della popolare saga del dinosauro atomico, inaugurando il genere Kaijū Eiga (cinema dei mostri).
Nel 1956 la TransWorld Releasing Corp. distribuì Godzilla, King of the Monsters!, una versione pesantemente riadattata per il mercato nordamericano del film originale, tagliata di varie scene e con l'aggiunta di nuove scene appositamente girate e interpretate da Raymond Burr.
Dal film è stata in seguito tratta una lunga serie di sequel e due remake statunitensi dal titolo omonimo, uno del 1998 di Roland Emmerich e l'altro del 2014 di Gareth Edwards.

## Trama
Il Giappone è totalmente gettato nel panico quando alcune navi pescherecce - al largo delle coste - esplodono e affondano senza motivo. All'inizio le autorità pensano si tratti di mine sottomarine, inviate dai governi nemici, oppure un'insolita attività vulcanica sotterranea. Ma presto le autorità si spostano all'isola di Odo, molto più vicino al luogo dove le navi sono affondate.
Una sera, una misteriosa e gigantesca creatura arriva sulla spiaggia e devasta il villaggio di pescatori. Una spedizione sul posto, capeggiata dal paleontologo Kyohei Yamane, sua figlia Emiko e un giovane ufficiale della marina chiamato Hideto Ogata, scopre qualcosa di molto più terrificante sul conto della creatura che ha compiuto la razzia: esso è un mostro alto 50 metri, che i nativi chiamano Gojira. Secondo il professor Yamane Gojira, o Godzilla, è un rappresentante di una specie di dinosauri sopravvissuti all'estinzione che vivevano nei fondali marini. In seguito agli esperimenti nucleari, Godzilla ha assorbito le radiazioni diventando estremamente forte e resistente, e in grado di sputare raggi distruttivi.
Dopo questo primo attacco, Godzilla comincia ad avvicinarsi sempre più al Giappone. La prima volta si limita ad attaccare la costa, ma in seguito si dirige su Tokyo, riducendola ad un mare di fiamme. A questo punto entra in gioco lo scienziato Serizawa, che ha creato una potentissima bomba chiamata Oxygen Destroyer, capace di disciogliere fino allo scheletro ogni creatura vivente. Serizawa riesce ad uccidere Godzilla in uno scontro subacqueo, ma fatto questo si lascia morire sul fondo dell'oceano: non vuole lasciare una simile arma nelle mani dell'umanità, che potrebbe usarla per scopi distruttivi proprio come ha fatto con l'energia nucleare.

## Produzione

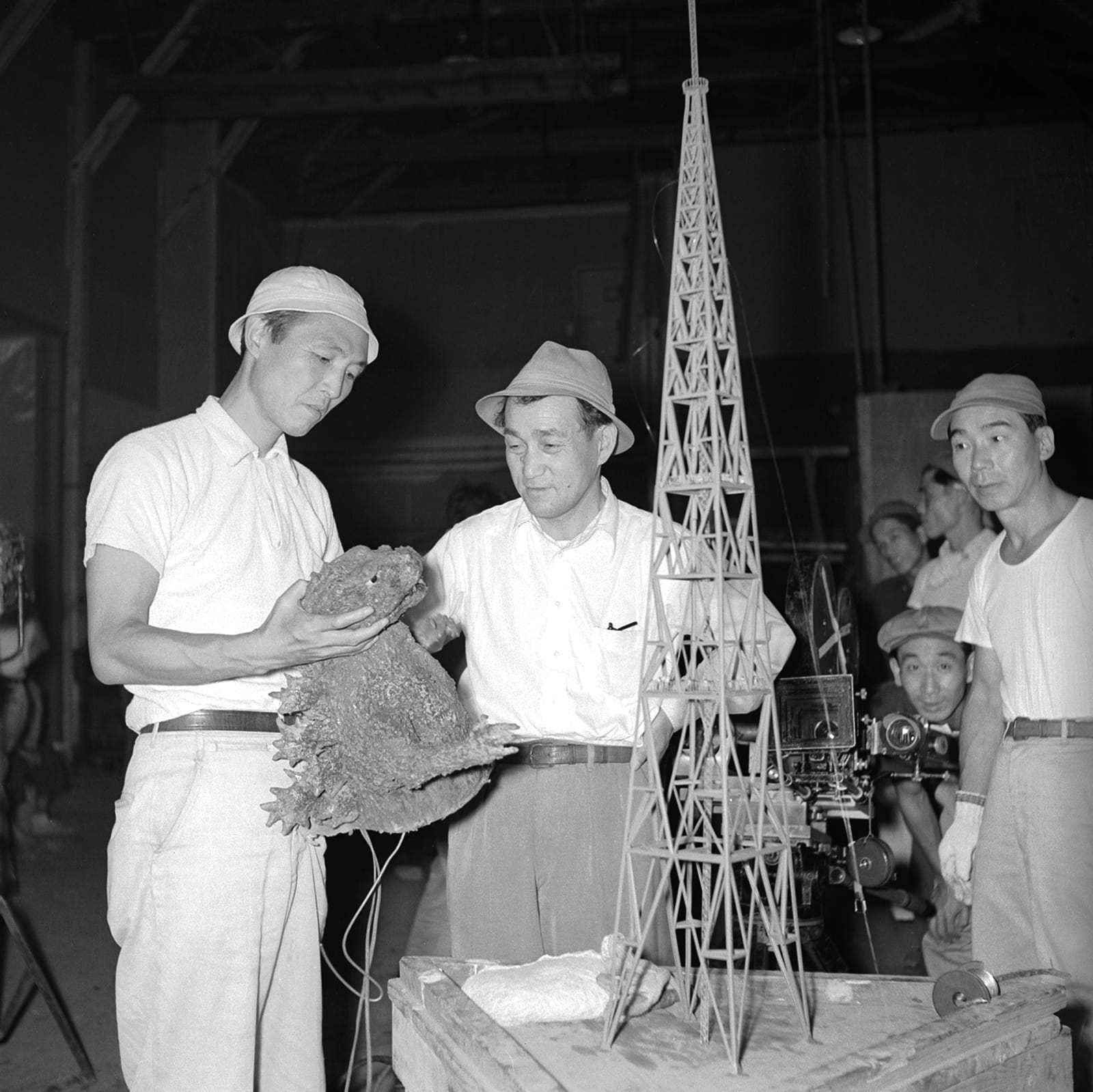
Honda (a sinistra) al lavoro sul set

Godzilla è il terzo film di mostri giapponese (i primi due sarebbero Wasei Kingu Kongu del 1933 e Edo ni arawareta Kingu Kongu del 1938, entrambi andati perduti) nonché uno dei più validi di sempre. Difatti la pellicola non si configura come un semplice film di azione o di fantascienza, ma rappresenta un vero e proprio atto di denuncia contro il pericolo della guerra nucleare. Non c'è traccia di umorismo, vi sono scene altamente drammatiche che richiamano alla mente scenari che per il Giappone di allora erano storia recente, ma che potrebbero ritrovarsi un giorno in tutto il mondo (il paesaggio di Tokyo distrutta dalla furia del mostro richiama chiaramente gli scenari devastati di Hiroshima e Nagasaki). E tutto è collegato a questo mostro che da un lato si rifà ad elementi tipici della cultura nipponica (come la minaccia che arriva dal mare) e dall'altro alla pericolosità della tecnologia usata per fini distruttivi (questo gigantesco drago moderno è stato creato dalle radiazioni, ed è un raggio radioattivo, non le classiche fiamme, quello che emette).
Godzilla, che uscì in Giappone il 3 novembre 1954, rappresentò anche un enorme sforzo produttivo per la Toho (un costo record di ben 60 milioni di yen) che venne ben ricompensato da un successo clamoroso. Anche gli effetti speciali, sebbene oggi possano apparire datati, tutto sommato reggono ancora bene la visione, e inaugurarono nuovi standard per l'effettistica del cinema giapponese.
Godzilla nella maggior parte delle sequenze è interpretato da un mimo (l'allora ventenne Haruo Nakajima) che indossa una pesante tuta di gomma imbottita. Per i campi lunghi invece si usano due Godzilla in miniatura, mossi come burattini o con la stop-motion. Anche i palazzi che il mostro distrugge sono modellini in scala 1/25.
Tutte le scene in cui appare il mostro sono inoltre filmate ad una velocità di ripresa maggiore di quella convenzionale, in modo che quando poi si proietterà la pellicola con la velocità standard i movimenti di Godzilla e i crolli saranno più drammatici e realistici. L'alito radioattivo infine è un semplice disegno animato fatto direttamente sulla pellicola.
Secondo il progetto originale, Godzilla doveva avere l'aspetto di un'enorme piovra. Il verso di Godzilla viene ottenuto col riverbero del suono di un contrabbasso unito a quello di una corda da strumento di un'ottava sotto la norma e strofinata con un guanto di cuoio grezzo. In alcune scene era lo stesso produttore Tomoyuki Tanaka ad entrare nel costume di Godzilla.

## Distribuzione

### Giapponese
La versione originale giapponese è stata poi distribuita sottotitolata in diversi Paesi del mondo.

### Statunitense

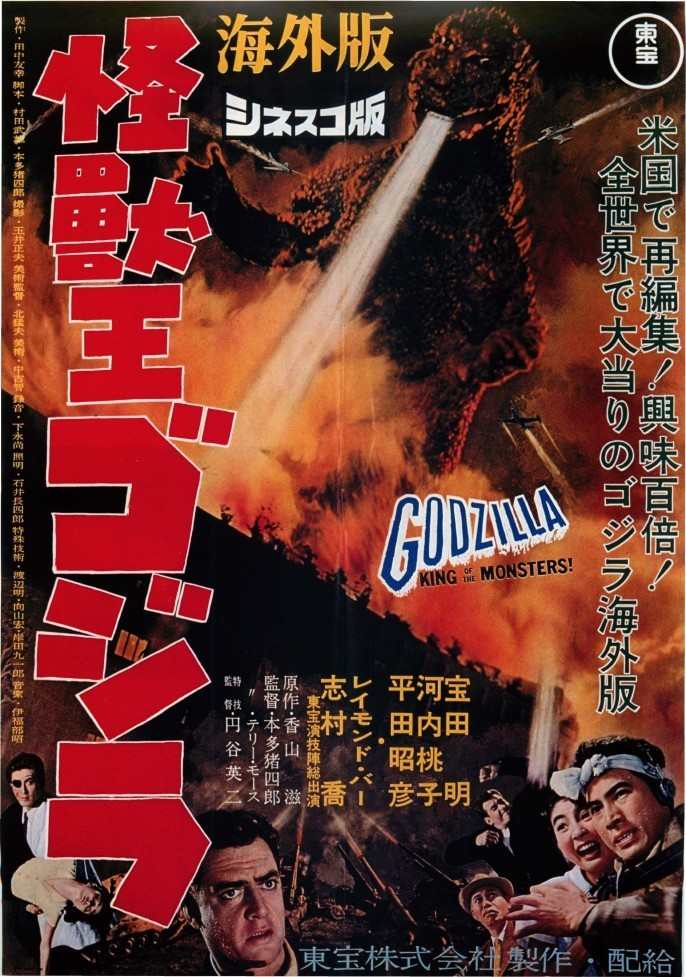
Locandina giapponese della riedizione statunitense.

Un successo come quello di Godzilla non poteva sfuggire all'attenzione dei produttori statunitensi: acquisiti i diritti di distribuzione all'estero, la TransWorld Releasing Corp. diede al film il titolo di Godzilla, King of the Monsters! e lo distribuirono nel 1956.
Con l'intento di rendere l'opera più appetibile al pubblico americano, il film fu pesantemente rimaneggiato e tagliato. La versione internazionale dura solo 81 minuti e il regista Terry O. Morse venne incaricato di girare numerose nuove sequenze, girate espressamente per la distribuzione nordamericana, con l'attore canadese Raymond Burr (doppiato, nella versione italiana dell'epoca, da Emilio Cigoli) nel ruolo di un giornalista americano di nome Steve Martin che ripercorre la vicenda del film con un flashback per poi tornare al presente e seguire le fasi della distruzione di Godzilla, diventandone il protagonista umano.
Nel 2004 la Rialto Pictures diede al film originale una distribuzione limitata nelle sale degli Stati Uniti in coincidenza con il cinquantesimo anniversario del film.

### Italiana
La versione rimaneggiata per il mercato nordamericano fu quella che giunse in Italia nel 1957, intitolata semplicemente Godzilla.
In Italia la versione originale giapponese è arrivata con i sottotitoli in italiano prima in VHS da parte di Yamato Video e in seguito uscito in DVD l'11 novembre 2003 in un cofanetto, la cui custodia recitava "Il rettile gigante nelle versioni originali!!!", che contiene sia la versione americana doppiata in italiano, che quella giapponese in lingua originale con i sottotitoli. Questa versione in lingua originale sottotitolata fu anche trasmessa via pay-tv da TELE+NERO tra la fine degli anni 1990 e l'inizio degli anni 2000.

#### Cozzilla
Nel 1977, quando ormai quasi tutti i Godzilla dell'era Showa erano già stati distribuiti, il regista e collezionista Luigi Cozzi curò una riedizione del primo film, favorita dal consenso che circondava il personaggio e dal contemporaneo successo che stava avendo il genere dei mostri giganti grazie al remake di King Kong. Cozzi, grande ammiratore della pellicola di Honda, partì dalla versione americana, mantenendo il precedente doppiaggio italiano, (inizialmente aveva chiesto la versione originale giapponese, ma non era disponibile a causa di un contratto fatto tra la Toho e le case di distribuzioni americane nel '54 che stabiliva che la versione originale non sarebbe dovuta uscire all'estero prima dell''89) sulla quale operò un nuovo montaggio per venire incontro, come da lui affermato, alle richieste dei distributori locali: il film fu quindi allungato di venti minuti tramite l'inserimento di materiali di repertorio, di scene prese da altri film di fantascienza e da documentari della seconda guerra mondiale (infatti molte morti presenti nel film sono realmente avvenute), le musiche vennero modificate dai compositori Frizzi, Bixio, Tempera e fu aggiunto il colore attraverso l'applicazione di vari gel. Il procedimento fu denominato “Spectrorama 70”. Questa versione, sebbene editata come "Godzilla: Il Re dei Mostri", è nota anche con il titolo di Cozzilla. Quando il film fu distribuito nelle sale, venne aggiunto un innovativo sistema audio Futursound (un sistema audio magnetico a 8 tracce) che, trasmettendo basse frequenze durante le scene in cui Godzilla muoveva un passo, faceva realmente tremare le poltrone delle platee, rendendo molto più suggestive quelle scene. Il film in Italia fu un buon successo e curiosamente non pochi appassionati la giudicano superiore a quella americana del 1957 poiché il tono è generalmente più cupo. La versione italiana di Luigi Cozzi non è mai stata pubblicata in nessun formato, se non con delle rare VHS di scarsissima qualità.
Il 24 novembre 2017 il film è stato proiettato al Fantafestival di Roma, per la prima volta dopo 40 anni.

## Sequel
Il film ha avuto 28 seguiti suddivisi in tre ere; da Il re dei mostri (1955) fino a Gojira Final Wars (2004).

## Remake
Nel 1996, con la concessione della Toho per un singolo film, la TriStar ne ha prodotto nel 1998 un remake. Anche se il film ha avuto buoni incassi, è stato giudicato negativamente dai critici e dai fan dalla serie.
Un nuovo Godzilla hollywoodiano, creato come reboot del franchise, è stato distribuito nel 2014 (stavolta sotto competenza della Legendary Pictures) per il sessantesimo anniversario del personaggio, ed è stato accolto in modo estremamente positivo.
Successivamente, nel 2016, la Toho ha prodotto un nuovo remake tutto giapponese diretto da Hideaki Anno, intitolandolo Shin Gojira (Nuovo Gojira), per riportare nel Sol Levante le origini del celebre kaiju e dargli nuove origini e sviluppi più adatti all'era in cui si svolge.